# Ambrosio Bembo
Ambrosio Bembo (Venezia, 10 marzo 1652 – Venezia, 4 giugno 1705) è stato un viaggiatore italiano.

## Biografia
Nato a Venezia da Francesco Bembo e da Caterina Corner, s'imbarcò nel 1671 sulla nave "Confidenza" con lo zio Marco Bembo console in Siria, e dopo aver visitato Zante, Cipro, Tripoli e Aleppo nel 1673 fu nel Moghul e a Goa. Nel 1674 rimase quattro mesi in Persia per studiare le rovine di Persepoli e di Naqsh-e Rostam. A Ishafan conobbe il disegnatore Guglielmo Joseph Grelot e il viaggiatore Jean Chardin con i quali attraversò il Kurdistan e l'Arabia per poi imbarcarsi a Aleppo. Tornato a Venezia scrisse una memoria del suo viaggio intitolata " Viaggio e giornale per parte dell'Asia di quattro anni incirca fatto da me Ambrosio Bembo nobile veneto". Oggi rimangono solo parti del suo manoscritto che fu conservato da alcune famiglie nobili veneziane. La parte sull'India descrive tale paese meraviglioso, strano con ogni forma di paradosso. 

### Carriera al rientro in patria
Dopo il rientro in patria, nel 1680 Ambrosio Bembo divenne governatore di nave e nel 1703 provveditore all'Arsenale.

## Opere
La descrizione del viaggio in Asia è stata pubblicata in edizione italiana (2005 e 2012) e in traduzione inglese (2007): Ambrogio Bembo, Il viaggio in Asia (1671-1675) nei manoscritti di Minneapolis e di Bergamo / edizione dei testi di Antonio Invernizzi.Alessandria: Edizioni dell'Orso, 2012.[ISBN]  978-88-6274-334-1.

## Edizioni
I viaggi di Ambrosio Bembo sono stati tradotti in inglese: The travels and journal of Ambrosio Bembo / translated from the Italian by Clara Bargellini ; edited and annotaded and with an introduction by Anthony Welch ; with original illustrations by G. J. Grélot. Berkeley, University of California press, 2007.